# 阿库斯
阿库斯（法語：Accous，法語發音：[akus]）是法国大西洋比利牛斯省的一个市镇，位于该省东南部，属于奥洛龙-圣玛丽区。

## 地理
阿库斯（42°58'27.8"N, 0°35'56.5"W）面积60.68 平方千米，位于法国新阿基坦大区大西洋比利牛斯省，该省份为法国东南部省份，涵盖了贝阿恩与北巴斯克，西临大西洋比斯開灣，北至朗德省，东北接热尔省，东临上比利牛斯省，南与西班牙接壤。
与阿库斯接壤的市镇（或旧市镇、城区）包括：安索、博尔斯、塞特-埃甘、拉兰斯、艾迪尤斯、伯杜斯、莱斯-阿塔斯、莱斯坎。

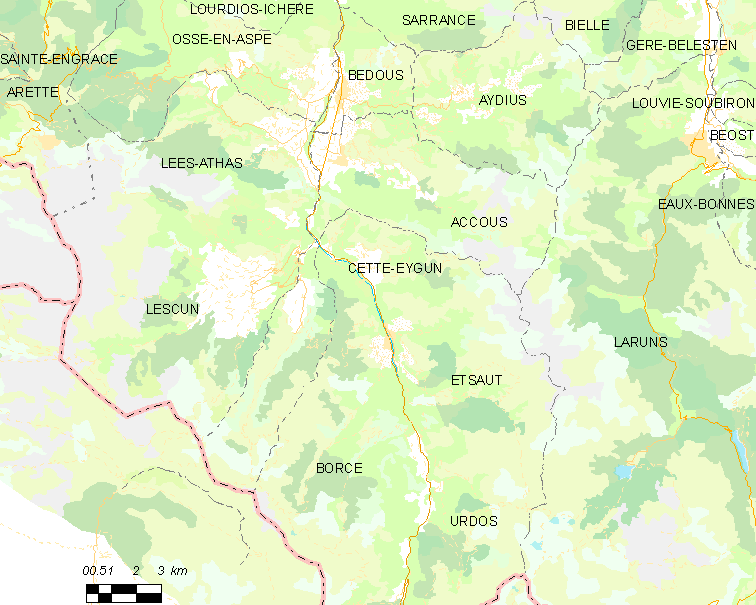
阿库斯的OSM定位图

阿库斯的时区为UTC+01:00、UTC+02:00（夏令时）。

## 行政
阿库斯的邮政编码为64490，INSEE市镇编码为64006。

## 政治
阿库斯所属的省级选区为奥洛龙-圣玛丽第一县。

## 人口

1962-2008年间阿库斯人口变化图示

阿库斯于2022年1月1日时的人口数量为465人。